# Samuele Longo
Samuele Longo (Valdobbiadene, Italia, 12 de enero de 1992) es un futbolista italiano que juega como delantero en el Antequera C. F. de la Primera Federación.

## Trayectoria
Longo comenzó su carrera futbolística en el equipo de la provincia en la que nació, el Treviso FBC. En enero de 2009 fue fichado por el Inter de Milán para jugar con el equipo primavera del Inter, compaginado con cesiones al Piacenza, en 2010, y al Genoa, en 2011. Longo a pesar de su corta edad, tiene una capacidad brutal de romper a los defensas. En la temporada 2011-2012 adquirió número del primer equipo, portando el 81, aunque sólo llegó a jugar un partido oficial de liga esa temporada jugando la mayoría de los partidos con el Inter Primavera.
A finales de agosto de 2012, el jugador fue cedido al R. C. D. Espanyol. El 2 de septiembre marca su primer gol con el RCD Espanyol en el que era su primer partido con el equipo. En el 2013, luego de regresar de su cesión, el Inter de Milán, vuelve a cederlo pero esta vez al Hellas Verona, equipo que acaba de ascender a la Serie A. Tras no disfrutar de minutos, en invierno es cedido de nuevo al Rayo Vallecano.
La temporada 2014-15 jugó cedido en el Cagliari italiano. La temporada 2015-16 jugó cedido en el Frosinone italiano. En julio de 2016 volvió a ser cedido, esta vez al Girona F. C. de la Segunda División española, donde jugaría una temporada. En dicha campaña el Girona FC logró el ascenso directo a Primera División y Longo fue el máximo goleador del equipo, con 14 dianas.
En agosto de 2017 el C. D. Tenerife hace oficial su llegada en calidad de cedido. En julio de 2018 es nuevamente cedido, en esta ocasión a la S. D. Huesca. En enero de 2019 se marchó cedido a la US Cremonese hasta final de temporada.
En agosto de 2019 regresó a España tras ser cedido para toda la temporada al R. C. Deportivo de La Coruña. En enero de 2020 se canceló la cesión y fue prestado al Venezia F. C.
En octubre de 2020 se desvinculó de manera definitiva del Inter de Milán y se marchó al L. R. Vicenza Virtus. Este equipo lo cedió en enero de 2022 al Modena F. C. 2018, que tenía el objetivo de ascender a la Serie B.
En el mes de agosto se marchó a los Países Bajos para jugar en el F. C. Dordrecht durante la temporada 2022-23. La siguiente puso rumbo a Grecia y firmó por el Lamia F. C. Con este equipo participó en once partidos antes de volver en enero de 2024 a España después de fichar por la S. D. Ponferradina.
El 7 de agosto de 2024 fichó por el A. C. Milan para jugar en el Milan Futuro, su equipo filial. Estuvo media campaña y el siguiente mes de enero regresó nuevamente a España al unirse al Antequera C. F., que en ese momento lideraba su grupo de Primera Federación.

## Clubes
Actualizado al último partido jugado el 15 de julio de 2024.
| Club                         | País         | Año       | Partidos[cita requerida] | Goles[cita requerida] |
| ---------------------------- | ------------ | --------- | ------------------------ | --------------------- |
| Genoa C. F. C. Primavera     | Italia       | 2010      | 18                       | 5                     |
| Inter de Milán Primavera     | Italia       | 2010-2011 | 11                       | 2                     |
| Inter de Milán Primavera     | Italia       | 2011-2012 | 29                       | 14                    |
| R. C. D. Espanyol            | España       | 2012-2013 | 13                       | 5                     |
| Hellas Verona F. C.          | Italia       | 2013-2014 | 2                        | 1                     |
| Rayo Vallecano               | España       | 2014      | 9                        | 0                     |
| Cagliari Calcio              | Italia       | 2014-2015 | 22                       | 0                     |
| Frosinone Calcio             | Italia       | 2015-2016 | 18                       | 0                     |
| Girona F. C.                 | España       | 2016-2017 | 34                       | 13                    |
| C. D. Tenerife               | España       | 2017-2018 | 21                       | 12                    |
| S. D. Huesca                 | España       | 2018-2019 | 15                       | 1                     |
| U. S. Cremonese              | Italia       | 2019      | 4                        | 0                     |
| R. C. Deportivo de La Coruña | España       | 2019-2020 | 13                       | 0                     |
| Venezia F. C.                | Italia       | 2020      | 17                       | 4                     |
| L. R. Vicenza Virtus         | Italia       | 2020-2022 | 34                       | 4                     |
| Modena F. C. 2018            | Italia       | 2022      | 10                       | 0                     |
| F. C. Dordrecht              | Países Bajos | 2022-2023 | 37                       | 12                    |
| Lamia F. C.                  | Grecia       | 2023-2024 | 12                       | 1                     |
| S. D. Ponferradina           | España       | 2024      | 19                       | 2                     |
| Milan Futuro                 | Italia       | 2024-2025 | 17                       | 2                     |
| Antequera C. F.              | España       | 2025-     |                          |                       |